# HMM (компанія)
HMM Co., Ltd. (кор.: хангиль: 에이치엠엠 주식회사, НЛ: Eichi Em Em Jusik Hoesa) — раніше відома як Hyundai Merchant Marine, є південнокорейською компанією з контейнерних перевезень та доставки.

## Опис
HMM переміщує найбільшу частину експорту Південної Кореї, ставши національним корейським контейнерним перевізником номер один, особливо після того, як Hanjin Shipping було оголошено банкрутом і наказано ліквідувати.
Офісна мережа компанії складається з чотирьох міжнародних штаб-квартир, 27 дочірніх компаній, 76 філій, п'яти закордонних офісів і 10 офісів зв'язку.
На внутрішньому ринку HMM транспортує стратегічні матеріали, такі як сира нафта, залізна руда/вугілля та різноманітні спеціальні продукти, а також імпортні/експортні товари. Прибуток становить вісім трильйонів корейських вон на рік.
Станом на 2020 рік компанія HMM побудувала та запустила два найбільших у світі контейнеровози з точки зору місткості TEU, HMM Algeciras з максимальною місткістю 23 964 TEU та HMM Copenhagen з максимальною місткістю 23 820 TEU.

## Історія

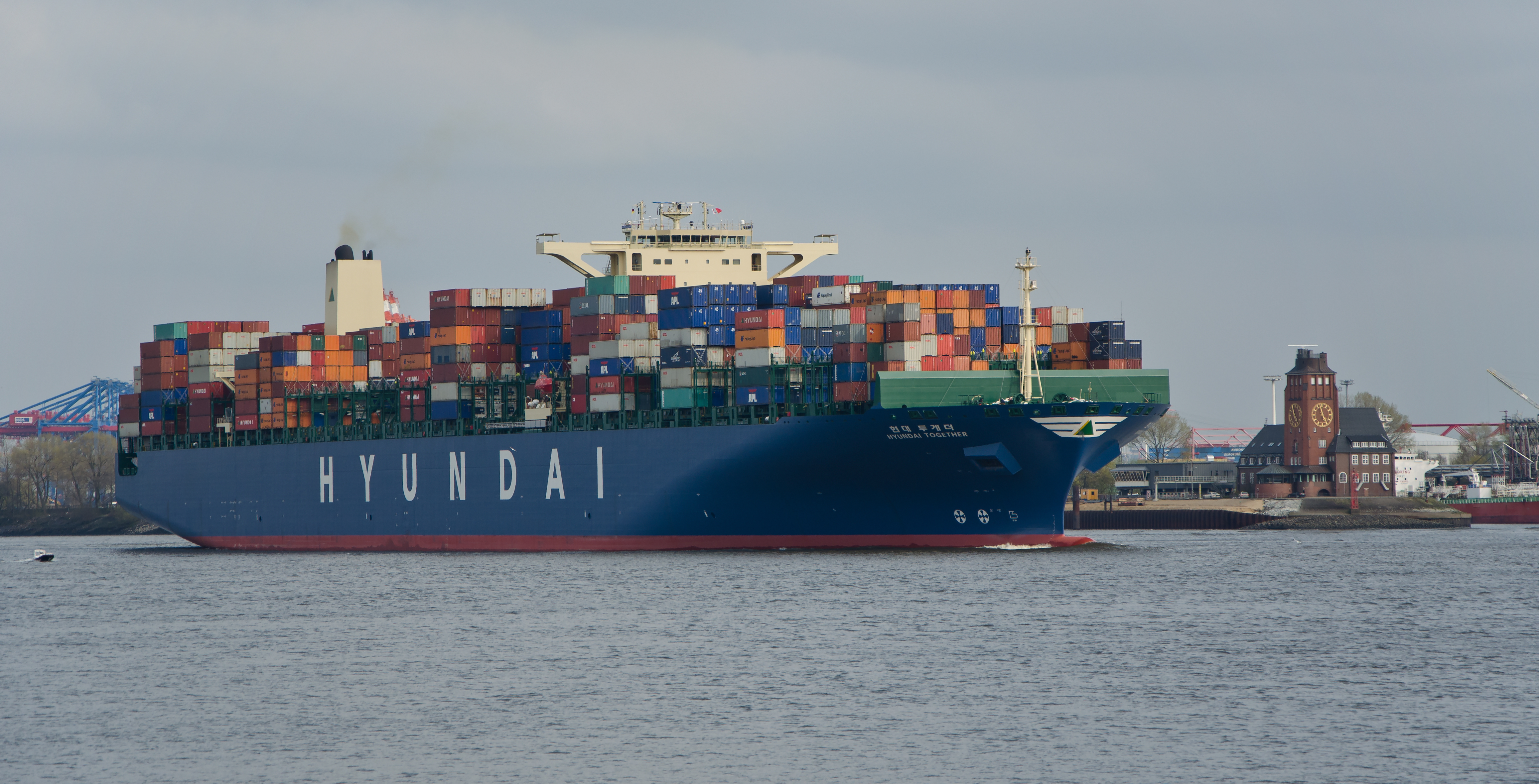
Судно класу Контейнеровоз класу Together в Гамбурзі

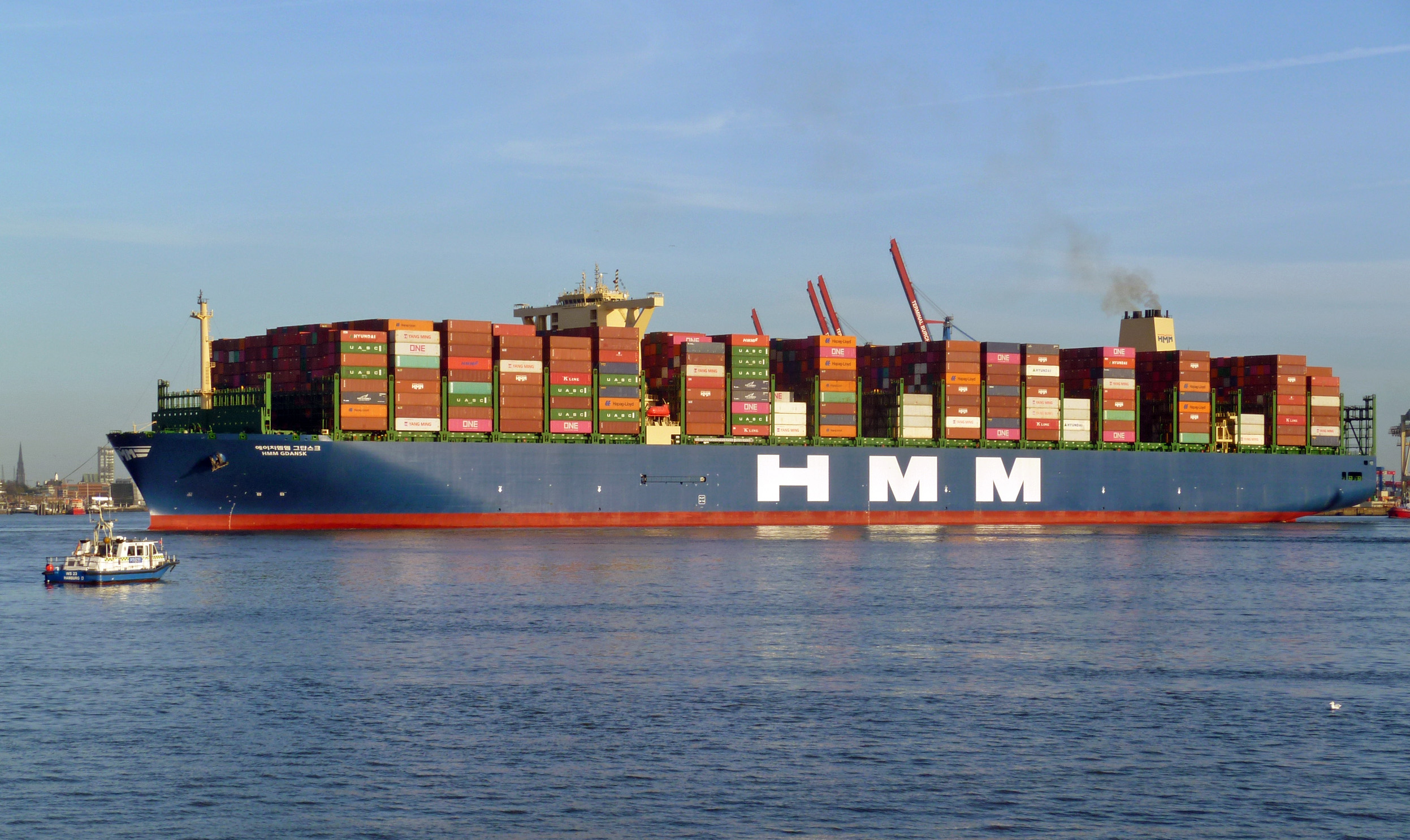
Судно HMM Gdansk класу HMM Algeciras

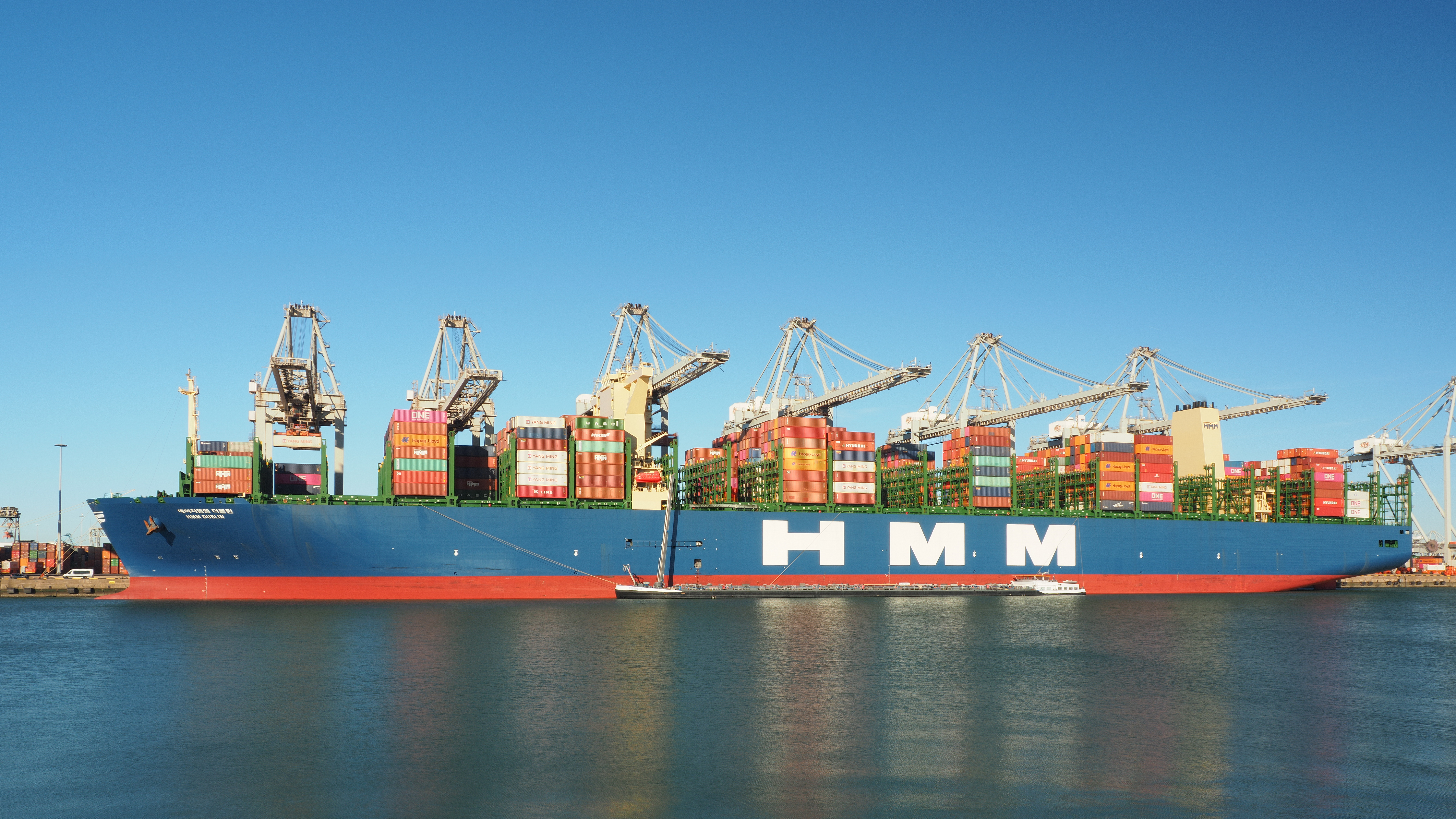
HMM Dublin в порту Роттердама.

### 1970-ті
Hyundai Merchant Marine була заснована навесні 1976 року як Asia Merchant Marine. Компанія розпочала свою діяльність з трьома танкерами. У часи політичної нестабільності перші кілька років характеризувалися насамперед діяльністю материнської компанії Hyundai Group. Перший контейнерний лайнер був створений лише в 1979 році.

### 1980-ті
Компанія почала розвиватися в 1980-х роках. HMM позиціонував себе ширше, розширивши асортимент. Судноплавна компанія придбала балкери та перший корейський судно ролкер. Крім того, були розширені маршрути контейнеровозів до Північної Америки. З серпня 1982 року група діяла під назвою Hyundai Merchant Marine. В ході розширення судноплавна компанія неодноразово набувала конкурентів і тим самим зміцнювала власні позиції на ринку. У 1988 році компанія об'єдналася з Korea Marine Transport Corporation.

### 1990-ті
З 1990 року судноплавна компанія перетворилася на міжнародну логістичну компанію. Починаючи з 1991 року, HMM створила добре розвинену мережу інтермодальних перевезень у США для перевезення контейнерів із портів до глибинки. Завдяки інтеграції різних регіональних судноплавних компаній, Hyundai Merchant Marine вперше в тому ж році запропонувала регулярні послуги в Азії. У 1994 році судноплавна компанія розпочала перевезення зрідженого газу LNG. У 1996 році в Гаосюні, Тайвань, відкрився перший контейнерний термінал, який обробляв виключно судна Hyundai Merchant Marine. З 1997 року пароплавство вступило у великий альянс.

### З 2000
З початком нового тисячоліття Hyundai Merchant Marine приступила до модернізації та розширення існуючого флоту. Також посилено інтермодальні перевезення. Hyundai Merchant Marine з 2007 року з’єднав порт Гамбурга з Млавою в Польщі за допомогою звичайного вантажного поїзда для своїх контейнерів. У 2009 році з’явилися регулярні поїзди між Гамбургом і Будапештом. У 2011 році HMM вперше замовила контейнеровози з більшою місткістю понад 10 000 TEU. У тому ж році Hyundai Merchant Marine приєдналася до альянсу G6.

## Флот
| Клас корабля                      | Побудований  | Ємність (TEU) | Кораблі в класі | Примітки                                                                                                  |
| --------------------------------- | ------------ | ------------- | --------------- | --- |
| Hyundai Together-class            | 2012         | 13,082        | 5               | Довгостроковий чартер від Danao Ship Leasing Corporation                                                  |
| Hyundai Dream-class               | 2014         | 13,154        | 5               | |
| Hyundai Earth-class               | 2016         | 10,077        | 6               | Довгостроковий чартер від Zodiac Maritime                                                                 |
| Контейнеровоз класу HMM Algeciras | 2020         | 23,964–23,820 | 12              | |
| HMM Nuri-class                    | 2021–onwards | 16,010        | 8               | |
|                                   | 2023–onwards | 13,000        | 12              | Будуватиме Hyundai Heavy Industries, Daewoo Shipbuilding & Marine Engineering та Samsung Heavy Industries |

## Див.також
- Інтермодальні перевезення
- Контейнерні перевезення
- Список найбільших контейнеровозів